# Åbytorp
Åbytorp è un'area urbana della Svezia situata nel comune di Kumla, contea di Halland.
La popolazione rilevata nel censimento 2010 era di 755 abitanti .